# ライアン郡 (ネバダ州)
ライアン郡（英: Lyon County, Nevada）は、アメリカ合衆国ネバダ州の郡である。人口は5万9235人（2020年）。郡庁所在地はヤーリントンである。

## 歴史
ライアン郡は1861年にネバダ準州が創設されたときの9郡の1つだった。南北戦争の北軍では最初に戦死した将軍であるナサニエル・ライアン（1818年-1861年）に因んで名付けられた。最初の郡庁所在地はデイトンであり、1862年にネバダシティから改名したばかりだった。さらにその前はチャイナタウンと呼ばれていた。1909年にデイトンにあった郡庁舎が焼失し、1911年にヤーリントンに郡庁が移された。1860年のピラミッド湖戦争の生き残り、ロバート・ライアン大尉に因んで郡名が付けられたという説があったが、ネバダ州公文書管理室の担当者が南北戦争の将軍の絵が付いた郡の印章を発見し、この論争に決着が付いた。

## 地理
アメリカ合衆国国勢調査局に拠れば、郡域全面積は2,016平方マイル (5,222 km2)であり、このうち陸地は1,994平方マイル (5,164 km2)、水域は23平方マイル (59 km2)で水域率は1.13%である。

### 隣接する郡
- ワショー郡 - 北
- ストーリー郡 - 北西
- チャーチル郡 - 東
- ダグラス郡 - 西
- カーソンシティ - 西
- ミネラル郡 - 南東
- モノ郡 (カリフォルニア州) - 南西

### 国立保護地域
- トイヤベ国立の森（部分）

## 交通
アムトラックの旅客列車「カリフォルニア・ゼファー」がライアン郡を通る。最も近い駅はリノとウィネマッカである。「カリフォルニア・ゼファー」はサンフランシスコ・ベイエリアを出発し、ソルトレイクシティ、デンバー、オマハを経由してシカゴに向かっている。郡内にはヤーリントン空港、シルバースプリングス空港およびタイガー飛行場の3つの空港がある。シルバースプリングス空港は2,200メートルの滑走路があり、ボーイング737が離着陸できる。その滑走路灯は、アメリカ国道95号線へ向かってラムゼイ・ウィークス・カットオフからファー通りを行く時に見ることができる。タイガー飛行場はファーンリーから国道95号線沿線にあり、840メートル の未舗装滑走路と1,700メートルの舗装滑走路がある。
州間高速道路80号線も郡内を通っている。

### 過去の鉄道
セントラル・パシフィック鉄道（初代大陸横断鉄道）が郡内を通っているが、当初ワズワースを通っていた経路が南に移ってファーンリーを通るようになっている。セントラル・パシフィック鉄道は後にサザン・パシフィック鉄道となり、さらに1996年にはユニオン・パシフィック鉄道と合併した。
バージニア・トラッキー鉄道がライアン郡西部のマウンドハウスを通り、カーソンシティとバージニア・シティーを繋いでいた。
狭軌のカーソン・コロラド鉄道は終着点がマウンドハウスであり、バージニア・トラッキー鉄道に接続していた。そこからは東にデイトンに向い、南に転じてメイソンバレーを通り、再び東のウォーカー湖に進んでいた。後に支線ができて、ヘイズンでカーソン・コロラド鉄道とサザン・パシフィック鉄道が繋がれた。
イーグル・ソルトワークス鉄道は主に当初のセントラル・パシフィック鉄道の線路を使い、ルバからイーグル・ソルトワークスまで22キロメートルを走らせていた。
ネバダ・カパーベルト鉄道はメイソンバレーの西側を走っていた。

## 教育
ライアン郡には16の学校があり、ライアン郡教育学区が管轄している。

## 人口動態
以下は2000年国勢調査による人口統計データである。
| 基礎データ - 人口: 34,501人 - 世帯数: 13,007 世帯 - 家族数: 9,443 家族 - 人口密度: 7人/km2（17人/mi2） - 住居数: 14,279軒 - 住居密度: 3軒/km5（7/mi2） 人種別人口構成 - 白人: 88.62% - アフリカン・アメリカン: 0.65% - ネイティブ・アメリカン: 2.45% - アジア人: 0.61% - 太平洋諸島系: 0.14% - その他の人種: 4.59% - 混血: 2.94% - ヒスパニック・ラテン系: 10.97% 年齢別人口構成 - 18歳未満: 27.1% - 18-24歳: 6.6% - 25-44歳: 27.3% - 45-64歳: 25.2% - 65歳以上: 13.7% - 年齢の中央値: 38歳 - 性比（女性100人あたり男性の人口） - 総人口: 102.5 - 18歳以上: 100.0 | 世帯と家族（対世帯数） - 18歳未満の子供がいる: 33.2% - 結婚・同居している夫婦: 58.4% - 未婚・離婚・死別女性が世帯主: 9.1% - 非家族世帯: 27.4% - 単身世帯: 21.4% - 65歳以上の老人1人暮らし: 8.3% - 平均構成人数 - 世帯: 2.61人 - 家族: 3.02人 収入と家計 - 収入の中央値 - 世帯: 40,699米ドル - 家族: 44,887米ドル - 性別 - 男性: 34,034米ドル - 女性: 25,914米ドル - 人口1人あたり収入: 18,543米ドル - 貧困線以下 - 対人口: 10.4% - 対家族数: 7.2% - 18歳未満: 14.1% - 65歳以上: 7.1% |

2000年から2008年に掛けて、ライアン郡はアメリカ合衆国で最も成長速度の高い郡の1つだった。しかし、その成長速度も2008年中に鈍化してしまった。

## 都市と町
- ファーンリー市
- ヤーリントン（郡庁所在地）
- シルバーシティ町
- デイトン、CDP
- シルバースプリングス、CDP
- スミスバレー、CDP
- マウンドハウス、未編入領域
- ステージコーチ、未編入領域
- ウェリントン、未編入領域

## 売春
ライアン郡では売春が免許制で合法化されている。売春宿のランチには次のものがある。
- ムーンライト・バニー・ランチ（ライアン郡とカーソンシティの郡境に近い）
- セージブラッシュ・ランチ